# Vallée de Johar
Pour les articles homonymes, voir Johar (homonymie).
La vallée de Johar (également connue sous le nom de vallée de Milam ou vallée de Gori Ganga) est une vallée située dans le district de Pithoragarh dans l'Uttarakhand en Inde, le long de la rivière Gori Ganga. 
La vallée était autrefois une route commerciale majeure avec le Tibet. Les villages les plus connus de la vallée sont Martoli et Milam.

## Géographie
Le village transhumant alpin de Milam est situé à cinq kilomètres sous le front du glacier de Milam. Un ruisseau en rive gauche appelé Gonka y rejoint le Gori. La vallée fournit la voie d'accès pour accéder à des sommets tels que le Nanda Devi oriental, le Hardeol (en), le Trishuli, le Panchchuli (en) et le Nanda Kot (en).